# Hauptmann von Köpenick
Friedrich Wilhelm Voigt (Tilsit, 13 februari 1849 – Luxemburg, 3 januari 1922) was een Oost-Pruisische schoenmaker en kruimeldief die faam verwierf als der Hauptmann von Köpenick.

## Jeugd en vroege carrière
Al op veertienjarige leeftijd werd Wilhelm Voigt wegens een kleine diefstal veroordeeld tot 14 dagen gevangenisstraf. Tussen 1864 en 1891 zet hij zijn criminele carrière voort en wordt viermaal wegens kleine diefstallen en tweemaal wegens valsheid in geschrifte veroordeeld. Zijn laatste poging was het kraken van een kluis van de rechtbank in Wongrowitz en hij kreeg hiervoor 15 jaar.
Na zijn vrijlating in 1906 trok de werkeloze schoenmaker naar Wismar en werkte daar bij de Hofschuhmachermeister Hilbrecht tot hij uit het groothertogdom Mecklenburg-Schwerin verbannen werd. Op zoek naar onderdak ging hij naar zijn zuster Bertha in Rixdorf bij Berlijn maar in augustus 1906 kreeg hij ook voor Berlijn en omgeving een verblijfsverbod, waar hij zich echter niets van aantrok.

## DeKöpenickiade

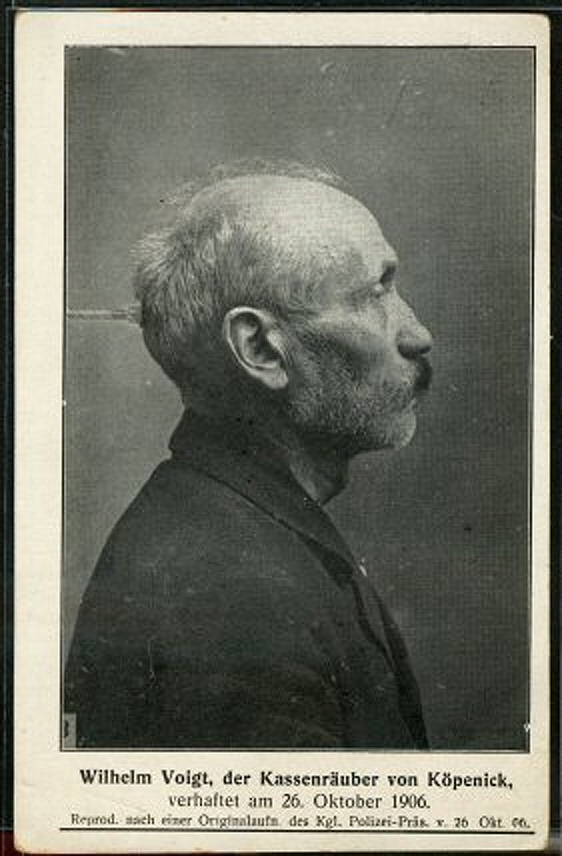
Politiefoto van Wilhem Voigt, 26 oktober 1906

In de voorbereiding van zijn meesterstuk, stelde Wilhelm Voigt een uniform samen uit verschillende delen die hij bij uitdragerijen had gekocht. In deze vermomming hield hij, bij het wisselen van de wacht, twee patrouilles van Gardesoldaten aan en nam met een vervalste opdracht van het kabinet "auf allerhöchsten Befehl" het commando over. Hij reed met zijn escorte per tram naar Köpenick omdat het hem, zoals hij de verbaasde gardesoldaten uitlegde "niet mogelijk was gebleken een motorvoertuig te rekwireren". Tijdens een tussenstop liet hij de manschappen bier verstrekken.
Na aankomst op het station te Köpenick, waar ieder lid van de garde nog een mark van hem kreeg, marcheerde Voigt, met escorte, naar het Raadhuis van de stad en gaf de daar aanwezige gendarmes het bevel de omgeving af te zetten en voor "Ruhe und Ordnung" te zorgen. Daarnaast liet hij zich "voor een betere oriëntatie" een ambtenaar ter beschikking stellen.
De burgemeester, Georg Langerhans, en de hoofdkassier werden in hun eigen kantoor onder arrest gesteld wegens "onregelmatigheden bij de afrekening van rioolwerkzaamheden". Er ontbraken 1,67 Reichsmark in de gemeentekas. Der Hauptmann nam de kas met 4002 mark in beslag en schreef een kwitantie uit die hij met de naam van de gevangenis, „von Malzan“, ondertekende. Volgens persberichten was het hem gelukt op het postkantoor alle telefonische verbindingen naar Berlijn een uur lang te laten onderbreken. Zijn gevangenen liet de  Hauptmann onder militaire bewaking naar de Neue Wache in Berlijn brengen. Pas hierna konden verschrikte ambtenaren het Landesambt telegrafisch van de gebeurtenissen op de hoogte brengen.
Na zijn optreden als der Hauptmann von Köpenick gaf Voigt zijn escorte het bevel het Raadhuis nog een half uur bezet te houden. Zelf begaf hij zich onder de ogen van de nieuwsgierige bevolking naar het station, waar hij in de stationsrestauratie een glas Helles (bier) liet uitreiken dat hij in één teug soldaat maakte. Hierna verdween hij met de eerste trein naar Berlijn en schafte zich bij een herenmodezaak civiele kleding aan.
Tien dagen later werd hij, na een tip van een celgenoot die van zijn plannen wist en op een hoge beloning hoopte, bij het ontbijt gearresteerd. Hij werd veroordeeld tot vier jaar cel wegens het onbevoegd dragen van een uniform, het in gevaar brengen van de openbare orde, vrijheidsberoving, bedrog en valsheid in geschrifte. Hij kreeg echter van keizer Wilhelm II gratie en werd in augustus 1908 voortijdig uit de gevangenis Berlin-Tegel vrijgelaten.
Voigt beweerde later dat het hem alleen om een pas te doen was, maar dit wordt tegengesproken door het feit dat er helemaal geen passen in Köpenick werden bewaard en Voigt zijn reisdocumenten pas de dag voor zijn Grosser Coup kwijtraakte. Ook het feit dat een celgenoot van zijn plan op de hoogte was, weerspreekt dit verhaal. Waarschijnlijker is het dat Voigt een gerucht op had gevangen dat in de kluis van het raadhuis van Köpenick 2 miljoen mark werden bewaard.

## Reacties in Duitsland

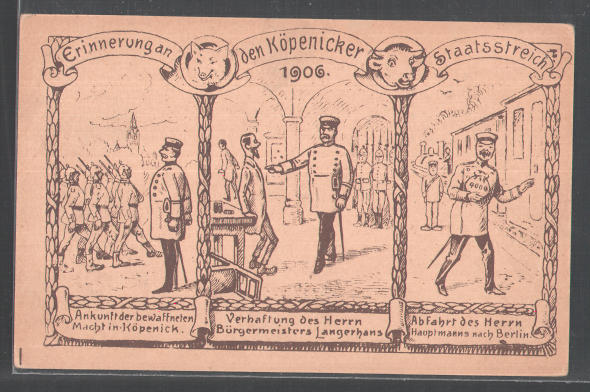
Der Staatsstreich von Köpenick, ansichtkaart 1906

De schelmenstreek veroorzaakte in Duitsland een storm van gelach en Wilhelm Voigt werd bijna als een volksheld gevierd. De keizer vroeg onmiddellijk een uitgebreid telegrafisch verslag van de gebeurtenissen, dat hij erg vermakelijk vond. Hij zou gezegd hebben
Da kann man sehen, was Disziplin heißt. Kein Volk der Erde macht uns das nach! (Daar kun je zien wat discipline betekent, geen volk ter wereld doet ons dat na.)
Een stroom van komische ansichtkaarten, foto's en satirische gedichten kwam op gang en der Hauptmann von Köpenick was al snel een cultfiguur, niet alleen in Duitsland, maar internationaal. Zijn cipiers werden overspoeld door brieven met gelukwensen, vragen, gratieverzoeken en verzoeken om souvenirs. Na zijn vrijlating in 1908 trad Voigt voor publiek op, hij hield redevoeringen, ondertekende foto's, hij maakte een grammofoonplaat en er kwam een wassen beeld van hem in het Castans Panoptikum. Toen hij, na zijn vrijlating in 1908, Köpenick bezocht, zorgde dit voor zoveel toeloop dat de politie er de grootste moeite mee had de orde te handhaven. Zeventien personen werden wegens ordeverstoring en soortgelijke overtredingen gearresteerd. Voigt werd algemeen bekend als de Tijl Uilenspiegel van het militaristische Duitsland onder Wilhelm II.

## Luxemburg

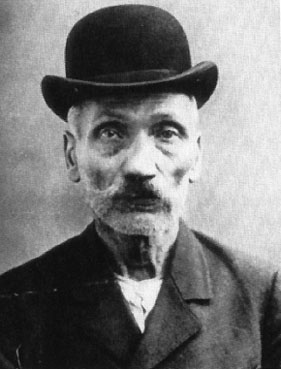
Politiefoto van Wilhelm Voigt

Op 1 mei 1910 kreeg Voigt een Luxemburgse pas en emigreerde naar het groothertogdom, waar hij zijn brood verdiende als kelner en schoenmaker. Dankzij zijn populariteit bracht hij het tot enige welstand. Hij was een van de eerste autobezitters in Luxemburg en maakte geregeld tochtjes met de waardin en haar kinderen. In 1912 kocht hij een huis aan de Neippertstraße 5, waar hij tot zijn dood woonde.
Nog eenmaal kwam Wilhelm Voigt met het Pruisische leger in contact. Toen Duitsland in 1914 Luxemburg bezette werd hij gearresteerd en verhoord. De Pruisische officier die het verhoor leidde noteerde:
"Mir bleibt rätselhaft, wie dieser armselige Mensch einmal ganz Preußen erschüttern konnte." 
(Het is me een raadsel hoe deze armzalige mens heel Pruisen in rep en roer kon brengen.)

## Dood en begraven
Wilhelm Voigt stierf aan longontsteking in 1922, volledig verarmd na de Eerste Wereldoorlog. Naar verluidt werd zijn begrafenisstoet aangehouden door Franse militairen die toentertijd in Luxemburg gestationeerd waren. Op de vraag wie er begraven werd antwoordde men "Le capitane de Coepenick", waarop de Fransen, in de veronderstelling dat het een militair betrof, de stoet met militaire eerbewijzen lieten passeren.
Het graf op de Cimetière Notre-Dame werd in 1961 door circus Sarrasani gekocht en voorzien van een grafsteen met een bijtende karikatuur van een Duitse militair. Sinds 1975 wordt het graf, na aandringen door leden van het Europees Parlement, door de stad onderhouden, In 1977 werd een nieuwe grafsteen geplaatst, gemaakt door Jean-Pierre Georg. In 1999 werd een verzoek het graf naar Berlijn te verplaatsen geweigerd. Het standbeeld dat boven te zien is werd in 1996 in Köpenick onthuld.

## Echo's in theater, film en literatuur

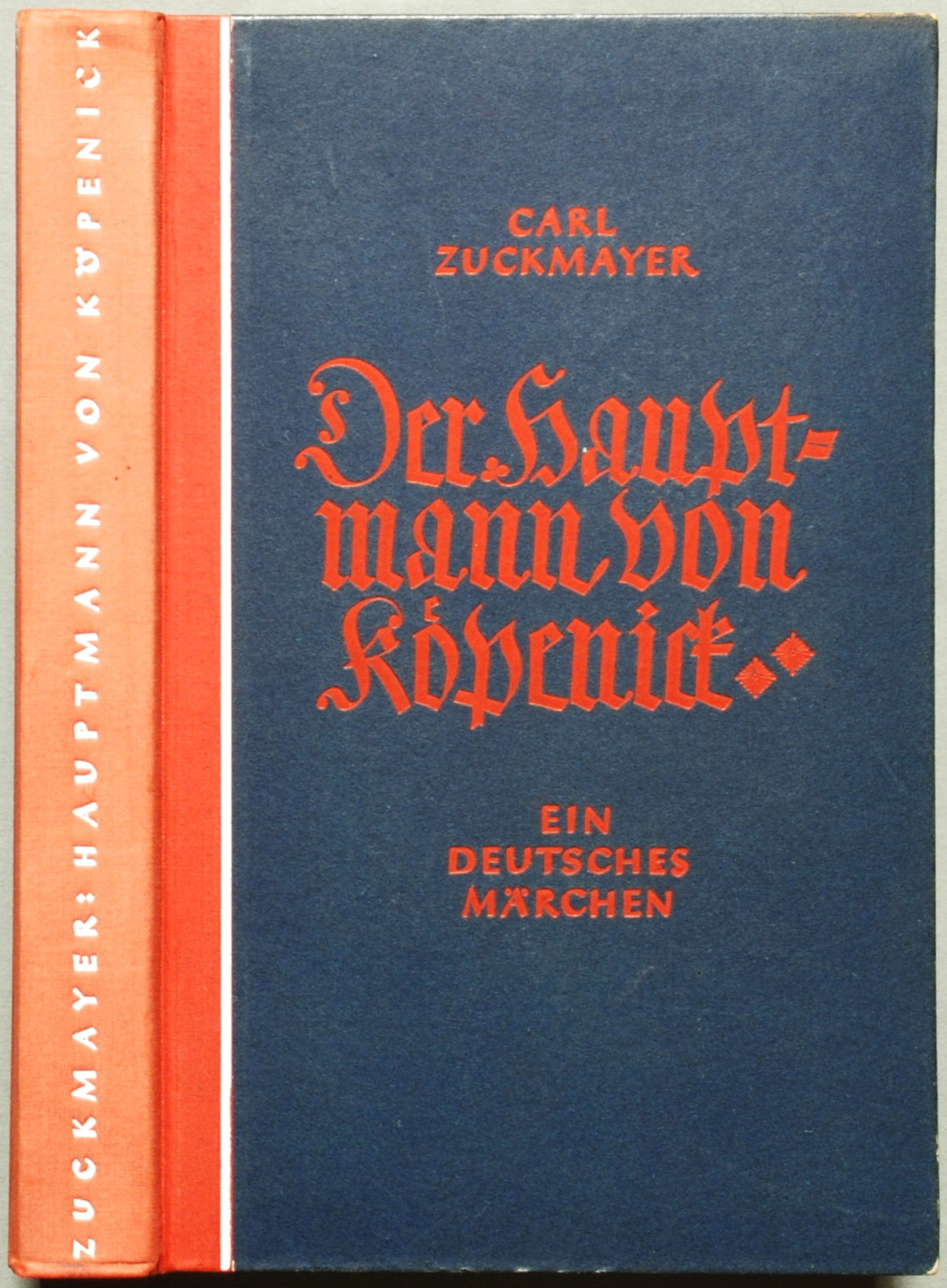

De geschiedenis is te mooi om vergeten te worden en het woord "Köpenickiade" kreeg de betekenis "toller Streich", een schitterende streek. Op de Grosser Coup van Voigt zijn vele boeken, films en toneelstukken geënt. Al in 1906 gingen diverse toneelstukken en een film over Wilhelm Voigt in première, vele komische, maar ook tragische kanten van zijn leven vonden weerklank. Ook later zijn nog vele films, hoorspelen, boeken en gedichten aan hem gewijd. Het belangrijkste werk over zijn leven is zonder twijfel "Der Hauptmann von Köpenick, ein deutsches Märchen" van Carl Zuckmayer, dat voorbij de komische kopenickiade kijkt en de tragedie van het leven van deze kruimeldief in beeld brengt.
De belangrijkste films:
- 1906 – Stomme film, door Heinrich Bolten-Baeckers met Ernst Baumann als Wilhelm Voigt
- 1926 – Stomme film, Regie en scenario Siegfried Dessauer, met Hermann Picha in de hoofdrol
- 1931 – Zwart-witfilm naar het drama van Carl Zuckmayer (Max Adalbert)
- 1956 – Kleurenfilm naar hetzelfde drama (Heinz Rühmann)

### In Nederland
In Maastricht wordt gemiddeld eens per decennium de komische opera "de Kaptein vaan Köpenick" opgevoerd. Het stuk werd voor het eerst uitgevoerd op 1 april 1907 en is geschreven door Alfons Olterdissen. Het stuk is voor het laatst opgevoerd in 2008. De muziekstukken uit de komische opera behoren inmiddels tot de klassiekers onder de Maastrichtse muziek. In 2008 bezocht de uitvoerende toneelgroep het graf van Wilhelm Voigt in Luxemburg om hem een eerbetoon te brengen.